# Chiesa di San Giuseppe Calasanzio (Isili)
La chiesa di san Giuseppe Calasanzio è un edificio religioso situato ad Isili, centro abitato della Sardegna centrale. Consacrata al culto cattolico, fa parte della parrocchia di San Saturnino, arcidiocesi di Oristano.

Realizzata tra il 1661 ed il 1737 dai padri scolopi che la dedicarono a sant'Efisio; sulla facciata sono presenti due portici e un portale ligneo decorato con colonne tortili.

I locali del convento adiacente alla chiesa, anch'essi dei padri scolopi, ospitano il Museo per l'arte del rame e del tessuto.